# Detroit (Alabama)
Detroit és una població dels Estats Units a l'estat d'Alabama. Segons el cens del 2000 tenia 247 habitants.

## Demografia
Segons el cens del 2000, Detroit tenia 247 habitants, 102 habitatges, i 78 famílies. La densitat de població era de 70,6 habitants/km².
Dels 102 habitatges en un 40,2% hi vivien nens de menys de 18 anys, en un 52,9% hi vivien parelles casades, en un 21,6% dones solteres, i en un 23,5% no eren unitats familiars. En el 23,5% dels habitatges hi vivien persones soles el 12,7% de les quals corresponia a persones de 65 anys o més que vivien soles. El nombre mitjà de persones vivint en cada habitatge era de 2,42 i el nombre mitjà de persones que vivien en cada família era de 2,85.
Per edats la població es repartia de la següent manera: un 30% tenia menys de 18 anys, un 6,1% entre 18 i 24, un 30,4% entre 25 i 44, un 20,6% de 45 a 60 i un 13% 65 anys o més.
L'edat mediana era de 35 anys. Per cada 100 dones hi havia 85,7 homes. Per cada 100 dones de 18 o més anys hi havia 71,3 homes.
La renda mediana per habitatge era de 19.531 $ i la renda mediana per família de 29.750 $. Els homes tenien una renda mediana de 24.643 $ mentre que les dones 20.000 $. La renda per capita de la població era de 10.107 $. Aproximadament el 30,2% de les famílies i el 23,9% de la població estaven per davall del llindar de pobresa.

## Poblacions properes
El següent diagrama mostra les poblacions més properes.